# 로보토미 코퍼레이션
로보토미 코퍼레이션(Lobotomy Corporation)은 대한민국의 게임사  Project Moon에서 개발한  SCP 재단, 캐빈 인 더 우즈, 웨어하우스에서 영향을 받은 13 로그라이트 괴물 관리 시뮬레이션이다.

## 같이 보기
- SCP 재단
- 림버스 컴퍼니